# Dobri Vojnikovo
Dobri Vojnikovo (bulgariska: Добри Войниково) är ett distrikt i Bulgarien.   Det ligger i kommunen Obsjtina Chitrino och regionen Sjumen, i den nordöstra delen av landet, 300 km öster om huvudstaden Sofia.
Trakten runt Dobri Vojnikovo består till största delen av jordbruksmark. Runt Dobri Vojnikovo är det ganska tätbefolkat, med 149 invånare per kvadratkilometer.